# Fissidens dongensis
Fissidens dongensis är en bladmossart som beskrevs av Bescherelle 1894. Fissidens dongensis ingår i släktet fickmossor, och familjen Fissidentaceae. Inga underarter finns listade i Catalogue of Life.